# Сульфат магния (лекарственное средство)
Сульфа́т ма́гния (Magnesii sulfas, MgSO4) — лекарственное средство, более известное в форме гидрата как английская соль, горькая соль, магнезия, горькозём, эпсомская соль. Используется в виде раствора для внутривенного введения и в виде порошка для приготовления суспензии для приёма внутрь.

## Лекарственная форма — раствор для внутривенного введения

### Фармакологическое действие
При парентеральном введении оказывает седативное, диуретическое, артериодилатирующее, противосудорожное, антиаритмическое, гипотензивное, спазмолитическое, в больших дозах — курареподобное (угнетающее влияние на нервно-мышечную передачу), токолитическое, снотворное и наркотическое действие, подавляет дыхательный центр. Mg2+ является «физиологическим» антагонистом кальция и блокатором медленных кальциевых каналов (БМКК) и способен вытеснять кальций из мест связывания. Регулирует обменные процессы, межнейрональную передачу и мышечную возбудимость, препятствует поступлению Ca2+ через пресинаптическую мембрану, снижает количество ацетилхолина в периферической нервной системе и центральной нервной системе. Расслабляет гладкую мускулатуру, снижает артериальное давление (преимущественно повышенное), усиливает диурез. Противосудорожное действие — Mg2+ уменьшает высвобождение ацетилхолина из нервно-мышечных синапсов, подавляя при этом нервно-мышечную передачу, оказывает прямое угнетающее действие на центральную нервную систему. Антиаритмическое действие — Mg2+ снижает возбудимость кардиомиоцитов, восстанавливает ионное равновесие, стабилизирует клеточные мембраны, нарушает ток Na+, медленный входящий ток Ca2+ и односторонний ток K+. Кардиопротекторный эффект обусловлен расширением коронарных артерий, снижением ОПСС и агрегации тромбоцитов. Является антидотом при отравлениях солями тяжелых металлов. Системные эффекты развиваются почти мгновенно после внутривенного и через 1 ч после внутримышечного введения. Длительность действия при внутривенном введении — 30 мин, при внутримышечном — 3-4 ч.
Mg2+ угнетает сократительную способность миометрия (снижение поглощения, связывания и распределения Ca2+ в клетках гладкой мускулатуры), усиливает кровоток в матке в результате расширения её сосудов. Ранее считалось, что сульфат магния обладает токолитическим действием, поэтому он использовался при угрозе преждевременных родов. Однако позднейший систематический обзор Кокран показал, что в данном качестве препарат неэффективен.
Побочные эффекты:
- Со стороны органов пищеварительной системы: диарея, атония кишечника.
- Со стороны органов мочеполовой системы: симптом раздражения почки, олигурия
- Со стороны органов ССС: тахикардия (редко)

### Фармакокинетика
Противосудорожная Css — 2-3,5 ммоль/л. Проникает через гематоэнцефалический барьер и плацентарный барьер, создает в материнском молоке концентрацию, в 2 раза превышающую таковую в плазме. Выведение осуществляется почками, его скорость пропорциональна концентрации в плазме и уровню клубочковой фильтрации.

### Показания
- Судороги при гестозе
- Гипомагниемия, в том числе повышенная потребность в Mg2+ и острая гипомагниемия — тетания[5]
- Полиморфная желудочковая тахикардия (типа «пируэт»)[6]
- Артериальная гипертензия (в том числе гипертонический криз с явлениями отёка мозга)
- Сотрясения головного мозга
- Эклампсия[7]
- Энцефалопатия, эпилептический синдром, задержка мочи, отравление солями тяжелых металлов (ртуть, мышьяк, тетраэтилсвинец)[8].
- Первая помощь при отравлении хлоридом бария[9]
- Также применяют при тяжёлых приступах бронхиальной астмы внутривенно[10] и ингаляционно в сочетании с β2-агонистами.[11]

### Противопоказания
Гиперчувствительность, артериальная гипотензия, угнетение дыхательного центра, выраженная брадикардия, AV блокада, тяжёлая ХПН (КК менее 20 мл/мин), предродовой период (за 2 ч до родов). C осторожностью: миастения, заболевания органов дыхания, ХПН, острые воспалительные заболевания желудочно-кишечного тракта, беременность. Категорически запрещено употреблять людям с заболеваниями почек.

### Дозировка
Внутривенно и внутримышечно медленно (первые 3 мл — в течение 3 мин), по 5-20 мл 20-25 % раствора ежедневно, 1-2 раза в сутки на протяжении 15-20 дней. При отравлении ртутью, мышьяком, тетраэтилсвинцом — в/в, 5-10 мл 5-10 % раствора. Для купирования судорог у детей — в/м, 20-40 мг/кг (0.1-0.2 мл/кг 20 % раствора). Максимальная доза — 40 г/сут (160 ммоль/сут). При гипертоническом кризе с подозрением ИМ вводят только внутримышечно 5-10 мл 20—25 % раствора магния сульфата.

### Побочные эффекты
Ранние признаки и симптомы гипермагниемии: брадикардия, диплопия, внезапный «прилив» крови к коже лица, головная боль, снижение артериального давления, тошнота, одышка, смазанность речи, рвота, астения. Признаки гипермагниемии, ранжированные в порядке повышения концентрации Mg2+ в сыворотке крови: снижение глубоких сухожильных рефлексов (2-3.5 ммоль/л), удлинение интервала P-Q и расширение комплекса QRS на ЭКГ (2.5-5 ммоль/л), утрата глубоких сухожильных рефлексов (4-5 ммоль/л), угнетение дыхательного центра (5-6.5 ммоль/л), нарушение проводимости сердца (7.5 ммоль/л), остановка сердца (12.5 ммоль/л). Симптом раздражения почки. Кроме того, гипергидроз, тревожность, глубокая седация, полиурия, атония матки.

#### Передозировка
Симптомы: исчезновение коленного рефлекса, тошнота, рвота, резкое снижение артериального давления, брадикардия, угнетение дыхания и ЦНС. Лечение: в/в медленно, раствор CaCl2 или кальция глюконата — 5-10 мл 10 %, проводят оксигенотерапию, вдыхание карбогена, искусственное дыхание, перитонеальный диализ или гемодиализ, симптоматическую терапию.

### Особые указания
При необходимости одновременного внутривенного введения солей Mg2+ и Ca2+ их вводят в разные вены. Возможно применение магния сульфата для купирования эпилептического статуса (в составе комплексной терапии). Больные с тяжёлым нарушением функции почек не должны получать более 20 г магния сульфата (81 ммоль Mg2+) в течение 48 ч, больным с олигурией или тяжёлым нарушением функции почек не следует вводить магния сульфат в/в слишком быстро. Рекомендуется контроль концентрации Mg2+ в сыворотке крови (должна быть не выше 0.8-1.2 ммоль/л), диуреза (не менее 100 мл/4 ч), частоты дыхания (не менее 16/мин), артериального давления. При парентеральном применении следует соблюдать особую осторожность, чтобы не создать токсической концентрации препарата. Пожилым больным часто требуется снижение дозы (ослабление функции почек). Раствор для инъекций может также быть использован для приёма внутрь (в качестве слабительного лекарственного средства).

### Взаимодействие
Усиливает эффект других лекарственных средств, угнетающих центральную нервную систему. Сердечные гликозиды увеличивают риск нарушения проводимости и AV блокады (особенно при одновременном внутривенном введении солей Ca2+). Миорелаксанты и нифедипин усиливают нервно-мышечную блокаду. При совместном применении сульфата магния для парентерального введения с др. вазодилататорами возможно усиление гипотензивного эффекта. Барбитураты, наркотические анальгетики, гипотензивные ЛС повышают вероятность угнетения дыхательного центра. Нарушает всасывание антибиотиков группы тетрациклина, ослабляет действие стрептомицина и тобрамицина. Соли Ca2+ уменьшают действие магния сульфата. Фармацевтически несовместим (образует осадок) с препаратами Ca2+, этанолом (в высоких концентрациях), карбонатами, гидрокарбонатами и фосфатами щелочных металлов, солями мышьяковой кислоты, бария, стронция, клиндамицина фосфатом, гидрокортизона натрия сукцинатом, полимиксина В сульфатом, прокаина гидрохлоридом, салицилатами и тартратами. При концентрациях Mg2+ выше 10 ммоль/мл в смесях для полного парентерального питания возможно разделение жировых эмульсий.

## Лекарственная форма — порошок

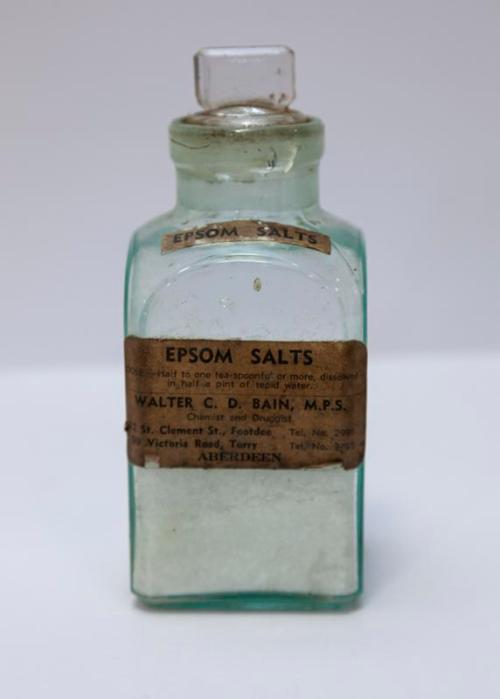
Пузырёк из-под эпсомовой соли начала XX века

Лекарственные формы в виде порошка следующие:
- Порошок для приготовления раствора для приёма внутрь.
- Порошок для приготовления суспензии для приёма внутрь.

### Фармакологическое действие
При приёме внутрь оказывает желчегонное (рефлекторное действие на рецепторы слизистой оболочки 12-перстной кишки) и слабительное действие (в связи с плохой всасываемостью препарата в кишечнике в нём создается высокое осмотическое давление, происходит накопление воды в кишечнике, содержимое кишечника разжижается, перистальтика усиливается). Является антидотом при отравлениях солями тяжелых металлов. Начало эффекта — через 0,5-3 ч, продолжительность — 4-6 ч.

### Фармакокинетика
При пероральном приёме плохо всасывается (не более 20 %) в тощей и подвздошной кишке, подвергается реабсорбции из желчи, панкреатического и кишечного сока; при синдроме мальабсорбции и употреблении пищи, богатой жирами, абсорбция Mg2+ снижается. Связь с внутриклеточными белками и макроэргическими фосфатами — 30 %. TCmax — 4 ч. Mg2+ депонируется в костях, скелетной мускулатуре, почках, печени и миокарде; в небольших количествах — в тканевой жидкости и эритроцитах. Проникает через ГЭБ и плацентарный барьер, создает в материнском молоке концентрацию, в 2 раза превышающие таковую в плазме. Выведение осуществляется почками (скорость выведения почками пропорциональна концентрации в плазме и величине клубочковой фильтрации) и с калом.

### Показания
Запор, холангит, холецистит, дискинезия желчного пузыря по гипотоническому типу (для проведения тюбажей), дуоденальное зондирование (для получения пузырной порции желчи), очищение кишечника перед диагностическими манипуляциями. Отравление солями тяжёлых металлов (ртуть, мышьяк, тетраэтилсвинец, барий).

### Противопоказания
Гиперчувствительность, аппендицит, ректальное кровотечение (в том числе недиагностированное), кишечная непроходимость, дегидратация, тяжёлая ХПН, гипермагниемия. C осторожностью: блокада сердца, поражение миокарда, ХПН.

### Дозировка

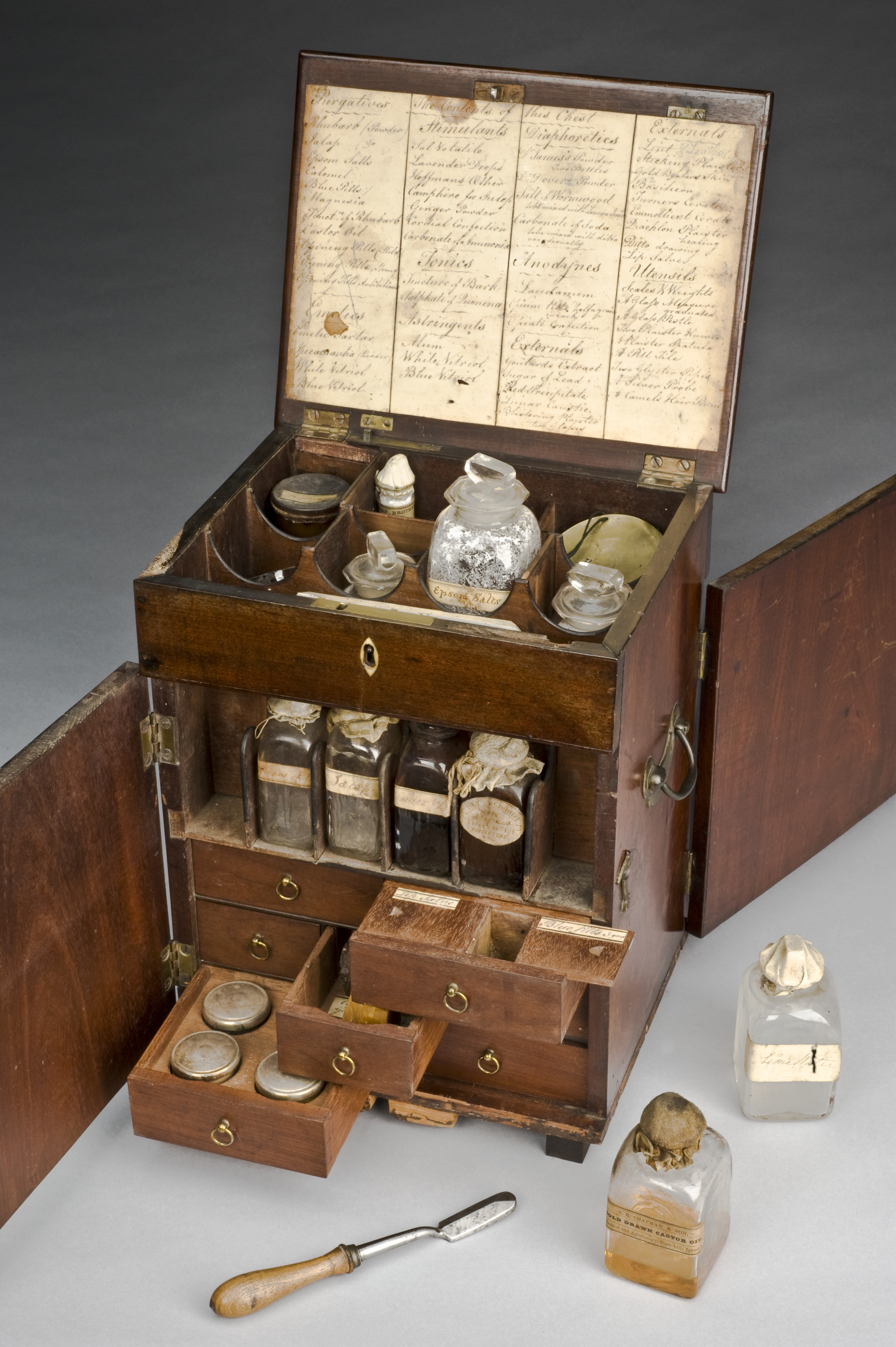
Ларец с лекарствами периода Викторианской Англии с эпсомовой солью вверху посередине (в серебристой ёмкости)

В качестве слабительного — внутрь, растворив содержимое пакета (20-30 г) в 100 мл теплой воды, детям — из расчёта 1 г на 1 год жизни. В качестве желчегонного — внутрь, по 15 мл 20-25 % раствора 3 раза в сутки, при дуоденальном зондировании вводят через зонд 50 мл 25 % или 100 мл 10 % теплого раствора. При отравлении солями тяжелых металлов промывают желудок 1 % раствором сульфата магния или дают его внутрь (20-25 г в 200 мл воды для образования нерастворимого магния сульфата). Максимальная доза для взрослых — до 40 г/сут.

### Побочные эффекты
Тошнота, рвота, диарея, обострение воспалительных заболеваний ЖКТ, нарушение электролитного баланса (повышенная утомляемость, астения, спутанное сознание, аритмия, судороги), метеоризм, абдоминальная боль спастического характера, жажда, признаки гипермагниемии при наличии почечной недостаточности (головокружение). Передозировка: симптомы: тяжёлая диарея. Лечение — симптоматическое.

### Особые указания
Препарат в качестве слабительного назначается только для эпизодического применения.

### Взаимодействие
Снижает эффект пероральных антикоагулянтов (в том числе кумариновых производных или дериватов индандиона), сердечных гликозидов, фенотиазинов (особенно хлорпромазина). Снижает абсорбцию ципрофлоксацина, этидроновой кислоты, антибиотиков группы тетрациклина (образует неабсорбированные комплексы с пероральными тетрациклинами), ослабляет действие стрептомицина и тобрамицина (слабительные Mg2+ — содержащие лекарственные средства следует принимать через 1-2 ч после применения вышеуказанных лекарственных средств). Фармацевтически несовместим (образуется осадок) с препаратами Ca2+, этанолом (в высокой концентрации), карбонатами, гидрокарбонатами и фосфатами щелочных металлов, солями мышьяковой кислоты, бария, стронция, клиндамицина фосфатом, гидрокортизона натрия сукцинатом, полимиксина В сульфатом, прокаина гидрохлоридом, салицилатами и тартратами.